# Rentapia everetti
Espèce
Synonymes
- Nectophryne everetti Boulenger, 1896
- Pedostibes everetti (Boulenger, 1896)

Statut de conservation UICN

 LC  : Préoccupation mineure
Rentapia everetti est une espèce d'amphibiens de la famille des Bufonidae.

## Répartition
Cette espèce est endémique du Sabah en Malaisie dans le Nord de Bornéo. Elle se rencontre vers 650 m d'altitude sur le mont Kinabalu.

## Description
La femelle holotype mesure 33 mm

## Étymologie
Cette espèce est nommée en l'honneur d'Alfred Hart Everett qui a collecté le premier spécimen.

## Publication originale
- Boulenger, 1896 : Descriptions of Two new Batrachians obtained by Mr. A. Everett on Mount Kina Balu, North Borneo. Annals and Magazine of Natural History, sér. 6, vol. 17, p. 449-450 (texte intégral).